# Quartieri storici di Mantova

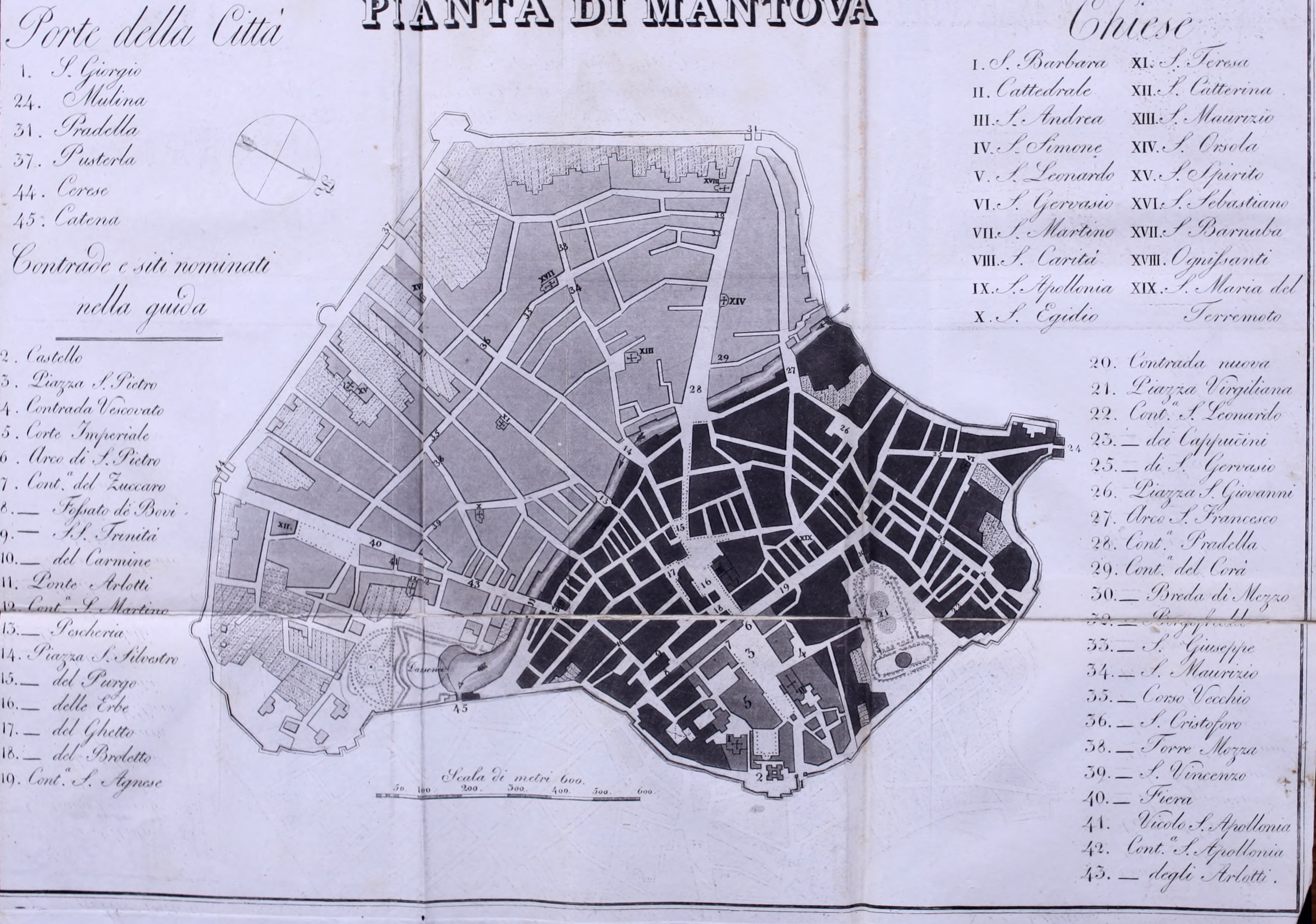
Mappa di Mantova, 1839

Nell'anno 1390, Francesco I Gonzaga, quarto capitano del popolo e signore di Mantova, decretò di suddividere la città in quattro quartieri e in venti contrade.

## Quartieri

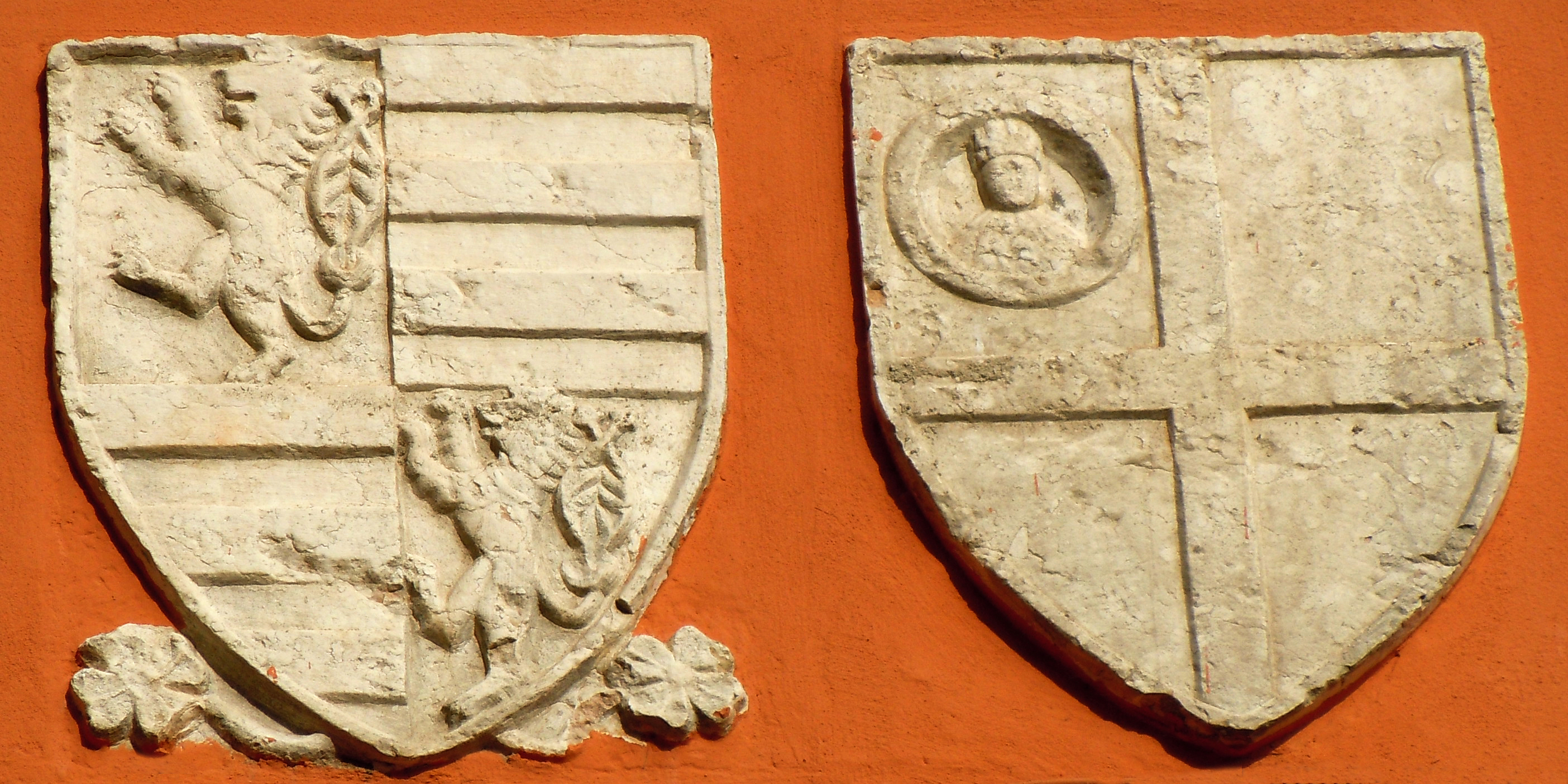
Mantova, lapidi Gonzaga-Comune delimitanti la zona del mercato.

### San Pietro
Monumenti e luoghi di interesse
- Duomo
- Palazzo Bianchi
- Palazzo Ducale
- Basilica palatina di Santa Barbara
- Palazzo Bonacolsi
- Torre della Gabbia
- Museo diocesano Francesco Gonzaga
- Teatro Bibiena
- Palazzo dell'Accademia nazionale virgiliana
- Biblioteca Teresiana
- Archivio di Stato
- Palazzo degli Studi
- Palazzo del Podestà
- Piazza delle Erbe
- Rotonda di San Lorenzo
- Torre dell'Orologio
- Casa del Mercante (Giovan Boniforte da Concorezzo)
- Pescherie di Giulio Romano
- Chiesa di Santa Maria della Carità
- Chiesa di San Martino
- Municipio

### Sant'Andrea
Monumenti e luoghi di interesse
- Basilica di Sant'Andrea
- Casa del mercato
- Teatro Sociale
- Palazzo Arrivabene
- Palazzo d'Arco
- Chiesa di San Francesco
- Chiesa della Madonna del Terremoto
- Palazzo Canossa
- Chiesa di San Simone
- Chiesa di Santa Maria della Vittoria
- Palazzo Cavriani
- Chiesa di San Leonardo
- Chiesa dei Santi Gervasio e Protasio

### San Jacopo
Monumenti e luoghi di interesse
- Palazzo Bonatti-Cavazzi
- Chiesa di Ognissanti
- Chiesa di Sant'Orsola
- Chiesa di San Maurizio
- Edificio del Conservatorio Lucio Campiani
- Casa di Giulio Romano
- Casa del Mantegna
- Palazzo di San Sebastiano

### San Nicolò
Monumenti e luoghi di interesse
- Palazzo di Bagno
- Chiesa delle Quarant'ore
- Chiesa di San Sebastiano
- Casa della Beata Osanna Andreasi
- Palazzo Valenti Gonzaga
- Chiesa di Sant'Egidio
- Casa del Bertani
- Chiesa di Santa Paola
- Biblioteca Baratta

## Contrade dei quartieri
Le principali strade che delimitano ogni quartiere.

### San Pietro
- Contrada dell'Aquila
- Contrada del Griffone
- Contrada del Camello
- Contrada dell'Orso
- Contrada de' Monticelli Bianchi

### Sant'Andrea
- Contrada del Monte Negro
- Contrada della Serpe
- Contrada del Leopardo
- Contrada del Mastino
- Contrada del Corno

### San Jacopo
- Contrada del Falcone
- Contrada del Leone Vermiglio
- Contrada del Cigno
- Contrada del Bue
- Contrada dell'Unicorno

### San Nicolò
- Contrada della Pusterla
- Contrada del Cavallo
- Contrada del Cervo
- Contrada della Rovere
- Contrada della Nave

## Stemmi delle contrade
San Pietro
- Contrada dell'Aquila: Aquila nera in campo bianco.[2]
- Contrada del Grifone: Griffone bianco in campo rosso.[3]
- Contrada del Cammello: Cammello bigio in campo rosso.[4]
- Contrada dell'Orso: Orso nero in campo bianco.[4]
- Contrada de' Monticelli Bianchi: Tre monti bianchi in campo nero.[4]

Sant'Andrea
- Contrada del Monte Negro: Monte nero in campo bianco.[5]
- Contrada della Serpe: Serpe verde in campo rosso.[5]
- Contrada del Leopardo: Leopardo al naturale in campo rosso.[6]
- Contrada del Mastino: Mastino al naturale in campo d'oro.[6]
- Contrada del Corno: Corno nero in campo bianco.[7]

San Jacopo
- Contrada del Falcone: Tre falconi al naturale in campo rosso.[7]
- Contrada del Leone Vermiglio: Leone rosso in campo bianco.[7]
- Contrada del Cigno: Cigno bianco in campo nero.[7]
- Contrada del Bue: Bue gialliccio in campo bianco.[8]
- Contrada dell'Unicorno: Unicorno nero in campo bianco.[8]

San Nicolò
- Contrada della Pusterla: Una porticella nera cin merli neri in campo bianco.[8]
- Contrada del Cavallo: Cavallo nero in campo bianco.[9]
- Contrada del Cervo: Cervo giallo in campo verde.[9]
- Contrada della Rovere: Quercia verdeggiante in campo rosso.[9]
- Contrada della Nave: Nave nera in campo bianco.[10]

## Confini delle piazze

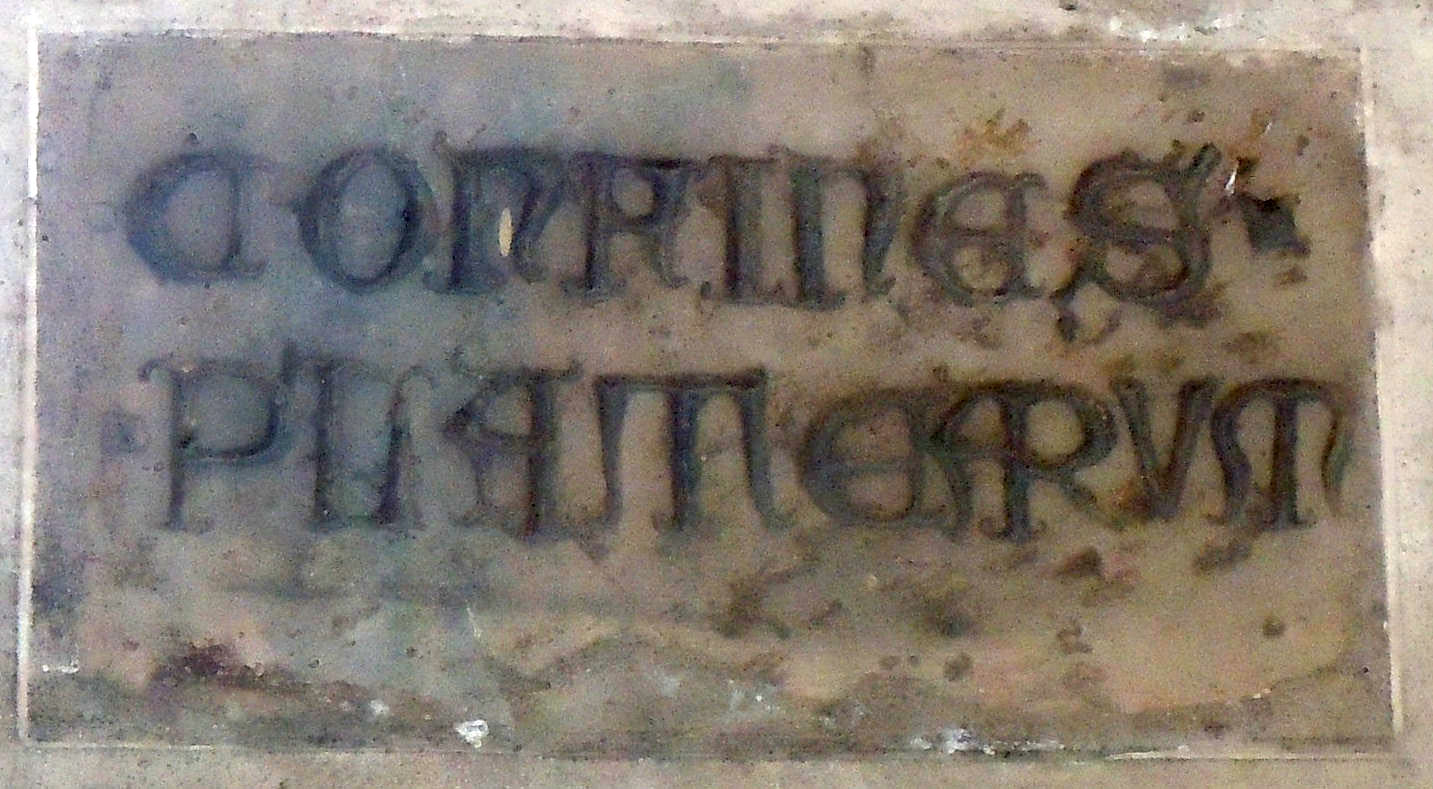
Mantova, lapide che delimitava la piazza del mercato.

I confini delle piazze erano contrassegnati da lapidi in marmo del Comune e dei Gonzaga.
Delle sei lapidi ne rimangono oggi solo quattro: in Via Orefici, in piazza Mantegna, sotto i portici Broletto e sotto i portici di piazza Marconi.